# Marillac-le-Franc
Marillac-le-Franc település Franciaországban, Charente megyében. Lakosainak száma 823 fő (2022. január 1.). Marillac-le-Franc Saint-Sornin, Taponnat-Fleurignac, Yvrac-et-Malleyrand, La Rochefoucauld-en-Angoumois és Moulins-sur-Tardoire községekkel határos.

## Népesség
A település népessége az elmúlt években az alábbi módon változott:
| Lakosok száma | 521  | 574  | 626  | 689  | 836  | 825  | 824  | 824  | 824  | 823  |
|               | 1968 | 1982 | 1990 | 2006 | 2013 | 2015 | 2017 | 2019 | 2020 | 2022 |